# Les Fleurs tombées
Pour plus de détails, voir Fiche technique et Distribution.
Les Fleurs tombées (花ちりぬ, Hana chirinu) est un film japonais réalisé par Tamizō Ishida, sorti en 1938. L'ensemble de la distribution de ce film est tenu par des actrices.

## Synopsis
Le 17 juillet 1864 à Kyoto, dans un contexte de guerre civile entre forces impériales et forces pro-shogunat qui a conduit à la restauration de Meiji, le film dépeint deux journées de la vie dans une maison de geishas du quartier de Gion.

## Fiche technique
- Titre : Les Fleurs tombées[1]
- Titre original : 花ちりぬ (Hana chirinu?)
- Réalisation : Tamizō Ishida
- Assistant réalisateur : Kon Ichikawa
- Scénario : Kaoru Morimoto (ja) et Shirō Yamamoto, d'après une pièce de théâtre de Kaoru Morimoto
- Photographie : Harumi Machii
- Musique : Senji Itō
- Décors : Yasuhide Katō
- Montage : Yoshio Ebara
- Société de production : Tōhō
- Pays d'origine :  Empire du Japon
- Langue originale : japonais
- Format : noir et blanc — 1,33:1 — 35 mm — son mono
- Genres : drame
- Durée : 75 minutes[2] (métrage : huit bobines - 2 048 m[2])
- Date de sortie : 
  - Empire du Japon : 15 juin 1938[2]

## Distribution
- Ranko Hanai : Akira
- Rumi Ejima : Harue
- Reiko Minakami : Tanehachi
- Rikie Sanjō (ja) : Tomi
- Kimie Hayashi : Miyako
- Ayako Ichinose : Matsuba
- Setsuko Horikoshi (ja) : Yoshiya
- Fujiko Naruse : Oshige
- Chieko Ishii : Shimewaka
- Ginko Ii : Okiyo
- Ryoko Satomi : Michiyo

## Autour du film
Les deux journées décrites dans le film se placent historiquement après l'affaire Ikedaya (8 juillet 1864 du calendrier grégorien) et à la veille de la rébellion des portes Hamaguri (20 août 1864 du calendrier grégorien) qui provoqua l'incendie d'une partie de Kyoto.
Selon l'historien du cinéma Noël Burch, Les Fleurs tombées est l'un des plus remarquables portraits de communauté jamais filmé. Il se caractérise par trois partis pris fermement arrêtés. Les deux premiers dérivent en clair du processus théâtral, la caméra ne quitte jamais la maison de geishas et son jardin, le récit historique est évoqué en off au moyen d'effets sonores (combats de rue) et de descriptions dialoguées et en second lieu, nous sommes dans un univers de femmes, aucun homme n'apparait à l'écran. Le troisième parti pris arrêté par Tamizō Ishida est purement filmique, il tient à l'absence de toute reprise : aucun cadrage n'est répété du début à la fin du film (il comporte 371 plans). Noël Burch précise qu'à sa connaissance, cette combinaison du décor restreint et unifié avec un renouvellement continuel de l'imagerie, est sans équivalent dans l'histoire du cinéma « classique ».
Pour le critique de cinéma Tadao Satō, les films de Tamizō Ishida, Les Fleurs tombées (1938) et La Chanson d'autrefois (1939), « qui dépeignent des milieux d'où émanent une émotion et un charme différents de ceux auxquels le jidaigeki ou le shinpa ont habitué le spectateur jusqu'alors, exceptionnels de réalisme, sont le fait d'une observation intelligente ».
Kon Ichikawa a fait ses débuts en tant qu'assistant réalisateur sur ce film, il se souvient de Tamizō Ishida comme d'un homme chaleureux et gros buveur, célèbre à l'époque pour son film Osen (おせん, 1934), réalisé alors qu'il était sous contrat pour la société de production Shinkō Kinema.